# Eutrepsia cynaxa
Eutrepsia cynaxa är en fjärilsart som beskrevs av Druce 1893. Eutrepsia cynaxa ingår i släktet Eutrepsia och familjen mätare. Inga underarter finns listade i Catalogue of Life.